# Никола Анри, герцог Орлеанский
Никола Анри, герцог Орлеанский (фр. Nicolas Henri d’Orléans, 13 апреля 1607, Дворец Фонтенбло — 17 ноября 1611, Сен-Жерменский дворец) — второй сын и четвёртый ребёнок короля Франции Генриха IV и его супруги, королевы Марии Медичи, «сын Франции». Хотя его принято называть Никола Анри, он никогда не был крещён и, соответственно, не имеет христианского имени.

## Биография

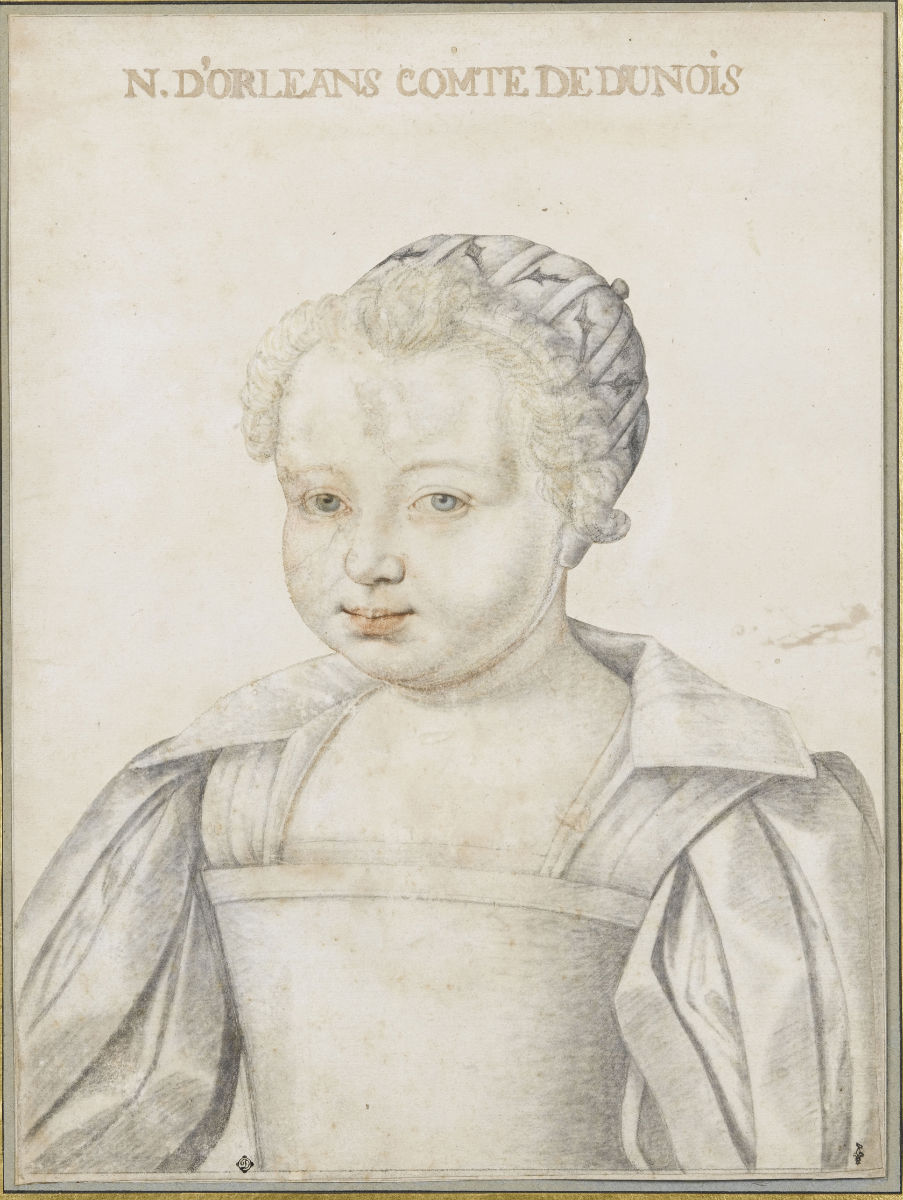
Предполагаемый рисунок Никола Анри Орлеанского, примерно 1610

Принц родился во дворце Фонтенбло 16 апреля 1607 года. Он был известен как месье Орлеанский или Принц без имени, поскольку в королевском доме Франции было принято давать детям имя только во время крещения.
Его младший брат, Гастон, названный при рождении герцогом Анжуйским (титул, принятый для третьего сына) родился в 1608 году. Герцог Орлеанский в очень юном возрасте был помолвлен с Марией де Бурбон, герцогиней Монпансье. Мария была богатейшей наследницей того времени и будущей матерью Великой Мадемуазели.
Герцог Орлеанский умер в возрасте четырёх лет в результате «летаргической горячки» (возможно, от приступа эпилепсии) в Сен-Жерменском дворце 17 ноября 1611 года. Вскрытие показало, что его череп был «полон черной воды» и причиной смерти было разжижение мозга. Титул герцога Орлеанского был возвращён короне, а затем присвоен его младшему брату Гастону, который пережил его на четыре десятилетия. Его брат женился на Марии в 1626 году.
Похоронен в королевской базилике Сен-Дени за пределами Парижа.